# Bairro do Cerco

O Bairro do Cerco do Porto é um bairro portuense de habitação social situado entre as ruas de Vila Nova de Foz Côa, do Peso da Régua e a Estrada da Circunvalação, pertencendo à freguesia de Campanhã, na parte oriental da cidade, atravessado pelas ruas do Cerco do Porto, rua d'Alijó e de Santa Marta de Penaguião.
O bairro foi inaugurado no ano de 1963, sendo que à data era composto por 804 fogos (32 blocos de habitação plurifamiliar). Uma ampliação efectuada no ano de 1991 aumentou dos então 32 blocos para os actuais 34 blocos de habitação colectiva passando a constar de 888 fogos. Trata-se de um dos maiores bairros de habitação social do Porto ultrapassado somente pelo bairro das Campinas (anteriormente designado por Eng. Arantes e Oliveira). Ambos os bairros foram construídos ao abrigo do Plano de Melhoramentos para a Cidade do Porto 1956-66.